# Rózsa János
Rózsa János (Budapest, 1937. október 19. –) Kossuth- és Balázs Béla-díjas magyar filmrendező, filmproducer, érdemes művész.

## Életpályája
A Színház- és Filmművészeti Főiskola rendezői szakán végzett Máriássy Félix osztályában. Rövidfilmeket készített a Balázs Béla Stúdióban. Első játékfilmjét 1965-ben rendezte Kardos Ferenccel közösen Gyermekbetegségek címmel. Gyermeki szemen keresztül láttatta az iskolát, s a környező világot. Második játékfilmje 1970-ben készült Bűbájosok címmel. A Objektív Stúdió művészeti vezetője volt, betöltötte az Európai Filmrendezők Szövetségének elnöki posztját, s tagja lett az Európai Filmakadémiának. 1984 és 1985 között a Washingtoni Egyetemen, 1993-ban pedig a Los Angeles-i Egyetemen tanított. Az 1993-as Jó éjt királyfi címmel rendezett filmje után 2009-ig nem rendezett filmet. 2009-ben rendezte Csiribiri című filmjét Halász Judit főszereplésével. 2011. január 31-én leváltották az Objektív Filmstúdió éléről.

## Filmjei

### Rövidfilmek
- A tér (1961)
- Igaz-e? (1963)
- Tanítókisasszonyok (1971)
- Botütés saját kérésre (1972)
- Európából Európába (2004)

### Játékfilmek
- Gyerekbetegségek (1966)
- Bűbájosok (1970)
- Csudavilág (1972)
- Álmodó ifjúság (1974)
- Pókfoci (1976)
- Csatatér (1978)
- A trombitás (1979)
- Vasárnapi szülők (1980)
- Kabala (1982)
- Boszorkányszombat (1984)
- Csók, Anyu (1987)
- Ismeretlen ismerős (1989)
- Félálom (1991)
- Jó éjt királyfi (1993)
- Csiribiri (2009)

### Tévéfilmek
- Szobortemető (1975)

### Portréfilmek
- Hajnal Gabriella portré (1978)

## Díjai, elismerései
- Balázs Béla-díj (1979)
- A gijóni fesztivál legjobb játékfilm díja (1982)
- A manilai fesztivál legjobb rendezés díja (1983)
- A Filmszemle fődíja (1987)
- Érdemes művész (1987)
- Kossuth-díj (2009)
- Magyar Mozgókép Mestere (2010)